# Nitto Palma
Benedetto Francesco Palma, detto Nitto (Roma, 3 marzo 1950), è un magistrato e politico italiano, ministro della giustizia del governo Berlusconi IV dal 27 luglio al 16 novembre 2011.
Nello stesso governo ha ricoperto la carica di sottosegretario al Ministero dell'interno dal 12 maggio 2008 al 27 luglio 2011.

## Biografia
Giudice istruttore a Vicenza fino al 1979, da quella data e fino al 1993 è sostituto procuratore della Repubblica di Roma.
Nel 1994 è vicecapo di gabinetto del ministro della giustizia Alfredo Biondi. È stato poi sostituto procuratore nella Direzione nazionale antimafia.

## Carriera politica
Ha intrapreso l'attività politica con l'adesione a Forza Italia.
Come candidato della Casa delle Libertà, è stato eletto deputato nel 2001, nel collegio uninominale di Oderzo, nella circoscrizione Veneto II.
Nella XIV Legislatura è stato presidente della Commissione giurisdizionale per il personale alla Camera dei deputati, membro della Commissione affari costituzionali e di quella sul fenomeno della criminalità organizzata.

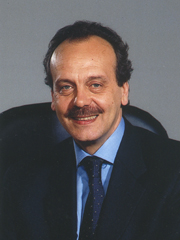
Nitto Palma nel 2006

Nel 2006 è stato eletto al Senato della Repubblica, in Lombardia, nelle liste di Forza Italia: è stato vicepresidente della Commissione affari costituzionali.
Nel 2008 è stato rieletto senatore come capolista del Popolo della Libertà in Calabria ed è stato nominato sottosegretario al Ministero dell'interno nel governo Berlusconi IV, con la delega al dipartimento dei vigili del fuoco, del soccorso pubblico e della difesa civile.
Il 27 luglio 2011 è stato nominato ministro della giustizia nel governo Berlusconi IV dal presidente della Repubblica Giorgio Napolitano, in sostituzione del dimissionario Angelino Alfano, divenuto segretario del PdL. Il suo incarico governativo nella XVI Legislatura è durato sino al 16 novembre 2011 in seguito alle dimissioni dell'esecutivo ed all'insediamento del Governo Monti.
Dal gennaio 2012, dopo le dimissioni di Nicola Cosentino, è diventato Commissario regionale del PdL in Campania.
L'8 maggio 2013 è stato eletto presidente della Commissione permanente Giustizia del Senato.
Il 16 novembre 2013, con la sospensione delle attività del Popolo della Libertà, aderisce a Forza Italia.
Nel 2018 è ricandidato al Senato nelle liste di Forza Italia in Sicilia, ma non viene eletto. Dal 2018 è capo di gabinetto della Presidente del Senato, Maria Elisabetta Alberti Casellati.

## Attività parlamentare
Nel 2002 è stato promotore di un emendamento per reintrodurre l'immunità parlamentare: con la norma si proponeva che i processi a carico dei parlamentari venissero sospesi fino al termine del loro mandato. L'emendamento poi venne ritirato.